# 迪尔克·巴尔斯特
迪尔克·巴尔斯特（德語：Dirk Balster，1966年7月19日—），德国男子赛艇运动员。他曾代表西德、德国参加世界赛艇锦标赛，获得三枚金牌。他也曾参加1992年夏季奥林匹克运动会。